# Ordini di battaglia dell'artiglieria italiana
Ordini di battaglia dell'Arma di artiglieria dell'Armata Sarda e del Regio Esercito.
Le origini dell'artiglieria italiana, nel senso stretto della parola, si fanno risalire, per tradizione, alla nascita dell'artiglieria nel ducato di Savoia, nel 1625, e la sua evoluzione nel Regno di Sardegna, fino all'Unificazione del 1860 con il Regno d'Italia.

## OdB 30 luglio 1625 (Ducato di Savoia)
- Compagnia Bombardieri nella Milizia

## OdB 1673 (Ducato di Savoia)
Sono militari il solo personale del Consiglio.
- Consiglio Artiglieria con a capo il Capitano Generale Artiglieria
  - Compagnia Bombardieri

## OdB 1677 (Ducato di Savoia)
Sono militari il solo personale del Consiglio.
- Consiglio Artiglieria con a capo il Gran Maestro Capitano Generale Artiglieria
  - Compagnia Bombardieri

## OdB 1691 (Ducato di Savoia)
Sono militari il solo personale del Consiglio e gli Ufficiali della Compagnia Bombardieri.
- Consiglio Generale Artiglieria
  - Compagnia Bombardieri
  - Compagnia Maestranze
  - Compagnia Minatori e Servizi

## OdB 1692 (Ducato di Savoia)
Sono militari il solo personale del Consiglio e gli Ufficiali delle Compagnie Bombardieri.
- Consiglio Generale Artiglieria
  - 1ª Compagnia Bombardieri
  - 2ª Compagnia Bombardieri
  - Compagnia Maestranze
  - Compagnia Minatori e Servizi

## OdB 26 dicembre 1696 (Ducato di Savoia)
Sono militari tutto il personale.
- Consiglio Generale Artiglieria
  - Stato Maggiore
    - Battaglione Cannonieri
      - 1ª Compagnia Bombardieri
      - 2ª Compagnia Bombardieri
      - 3ª Compagnia Bombardieri
      - 4ª Compagnia Bombardieri
      - 5ª Compagnia Bombardieri
      - 6ª Compagnia Bombardieri
      - Compagnia Maestranze
      - Compagnia Minatori e Servizi

## OdB 20 dicembre 1726 (Regno di Sardegna)
- Consiglio Generale Artiglieria
  - Stato Maggiore
    - Ingegneri Militari
    - Battaglione Artiglieria
      - 1ª Compagnia Bombardieri
      - 2ª Compagnia Bombardieri
      - 3ª Compagnia Bombardieri
      - 4ª Compagnia Bombardieri
      - 5ª Compagnia Bombardieri
      - 6ª Compagnia Bombardieri
      - Compagnia Bombisti (Sardegna)
      - Compagnia Maestranze
      - Compagnia Minatori e Servizi

## OdB 16 aprile 1739 (Regno di Sardegna)
Concessione della Bandiera al Corpo Artiglieria.
- Corpo Artiglieria
  - Stato Maggiore
    - Regia Scuola Artiglieria
    - Regia Scuola di Fortificazione
    - Ingegneri Militari
    - Battaglione Artiglieria
      - 1ª Compagnia Bombardieri
      - 2ª Compagnia Bombardieri
      - 3ª Compagnia Bombardieri
      - 4ª Compagnia Bombardieri
      - 5ª Compagnia Bombardieri
      - 6ª Compagnia Bombardieri
      - Compagnia Bombisti (Sardegna)
      - Compagnia Maestranze
      - Compagnia Minatori e Servizi

## OdB 25 maggio 1743 (Regno di Sardegna)
- Corpo Artiglieria
  - Stato Maggiore
    - Regia Scuola Artiglieria
    - Regia Scuola di Fortificazione
    - Ingegneri Militari
    - Reggimento Artiglieria "Sua Maestà"
      - Battaglione Artiglieria
        - 1ª Compagnia Bombardieri
        - 2ª Compagnia Bombardieri
        - 3ª Compagnia Bombardieri
        - 4ª Compagnia Bombardieri
        - 5ª Compagnia Bombardieri
        - 6ª Compagnia Bombardieri
        - Compagnia Bombisti (Sardegna)
        - Compagnia Maestranze
        - Compagnia Minatori e Servizi

## OdB 1747 (Regno di Sardegna)
- Corpo Artiglieria
  - Stato Maggiore
    - Regia Scuola Artiglieria
    - Regia Scuola di Fortificazione
    - Ingegneri Militari
    - Reggimento Artiglieria "Sua Maestà"
      - 1º Battaglione Artiglieria
        - 1ª Compagnia Bombardieri
        - 2ª Compagnia Bombardieri
        - 3ª Compagnia Bombardieri
        - 4ª Compagnia Bombardieri
        - 5ª Compagnia Bombardieri
        - 6ª Compagnia Bombardieri
        - Compagnia Maestranze
        - Compagnia Minatori e Servizi

      - 2º Battaglione Artiglieria
        - 1ª Compagnia Bombardieri
        - 2ª Compagnia Bombardieri
        - 3ª Compagnia Bombardieri
        - 4ª Compagnia Bombardieri
        - 5ª Compagnia Bombardieri
        - 6ª Compagnia Bombardieri
        - Compagnia Maestranze
        - Compagnia Minatori e Servizi

      - Compagnia Bombisti (Sardegna)

## OdB 1752 (Regno di Sardegna)
- Corpo Artiglieria
  - Stato Maggiore
    - Regia Scuola Artiglieria
    - Regia Scuola di Fortificazione
    - Corpo Tecnico Autonomo degli Ingegneri Militari
    - Reggimento Artiglieria "Sua Maestà"
      - 1º Battaglione Artiglieria
        - 1ª Compagnia Bombardieri
        - 2ª Compagnia Bombardieri
        - 3ª Compagnia Bombardieri
        - 4ª Compagnia Bombardieri
        - 5ª Compagnia Bombardieri
        - 6ª Compagnia Bombardieri
        - Compagnia Maestranze
        - Compagnia Minatori e Servizi

      - 2º Battaglione Artiglieria
        - 1ª Compagnia Bombardieri
        - 2ª Compagnia Bombardieri
        - 3ª Compagnia Bombardieri
        - 4ª Compagnia Bombardieri
        - 5ª Compagnia Bombardieri
        - 6ª Compagnia Bombardieri
        - Compagnia Maestranze
        - Compagnia Minatori e Servizi

      - Compagnia Bombisti (Sardegna)

## OdB 27 agosto 1774 (Regno di Sardegna)
- Corpo Reale Artiglieria
  - Stato Maggiore
    - Regia Scuola Artiglieria
    - Regia Scuola di Fortificazione
    - Corpo Tecnico Autonomo degli Ingegneri Militari
    - Reggimento Artiglieria "Sua Maestà"
      - 1º Battaglione Artiglieria
        - 1ª Compagnia Bombardieri
        - 2ª Compagnia Bombardieri
        - 3ª Compagnia Bombardieri
        - 4ª Compagnia Bombardieri
        - 5ª Compagnia Bombardieri
        - 6ª Compagnia Bombardieri
        - Compagnia Maestranze
        - Compagnia Minatori e Servizi

      - 2º Battaglione Artiglieria
        - 1ª Compagnia Bombardieri
        - 2ª Compagnia Bombardieri
        - 3ª Compagnia Bombardieri
        - 4ª Compagnia Bombardieri
        - 5ª Compagnia Bombardieri
        - 6ª Compagnia Bombardieri
        - Compagnia Maestranze
        - Compagnia Minatori e Servizi

      - Compagnia Bombisti (Sardegna)

## OdB 1774 (Regno di Sardegna)
- Corpo Reale Artiglieria
  - Consiglio Superiore Artiglieria con a capo il Gran Maestro
  - Stato Maggiore
    - Regia Scuola Artiglieria
    - Regia Scuola di Fortificazione
    - Corpo Tecnico Autonomo degli Ingegneri Militari
    - Reggimento Artiglieria "Sua Maestà"
      - 1º Battaglione Artiglieria
        - 1ª Compagnia Bombardieri
        - 2ª Compagnia Bombardieri
        - 3ª Compagnia Bombardieri
        - 4ª Compagnia Bombardieri
        - 5ª Compagnia Bombardieri
        - 6ª Compagnia Bombardieri
        - Compagnia Maestranze
        - Compagnia Minatori e Servizi

      - 2º Battaglione Artiglieria
        - 1ª Compagnia Bombardieri
        - 2ª Compagnia Bombardieri
        - 3ª Compagnia Bombardieri
        - 4ª Compagnia Bombardieri
        - 5ª Compagnia Bombardieri
        - 6ª Compagnia Bombardieri
        - Compagnia Maestranze
        - Compagnia Minatori e Servizi

      - Compagnia Bombisti (Sardegna)

## OdB 1º aprile 1775 (Regno di Sardegna)
- Corpo Reale Artiglieria (da Fortezza)
  - Consiglio Superiore Artiglieria con a capo il Gran Maestro
  - Stato Maggiore
    - Regia Scuola Artiglieria
    - Regia Scuola di Fortificazione

  - 1º Battaglione Artiglieria
    - 1ª Compagnia Bombardieri
    - 2ª Compagnia Bombardieri
    - Compagnia Maestranze
    - Compagnia Minatori e Servizi

  - 2º Battaglione Artiglieria
    - 1ª Compagnia Bombardieri
    - 2ª Compagnia Bombardieri
    - Compagnia Maestranze
    - Compagnia Minatori e Servizi

  - 3º Battaglione Artiglieria
    - 1ª Compagnia Bombardieri
    - 2ª Compagnia Bombardieri
    - Compagnia Maestranze
    - Compagnia Minatori e Servizi
- Corpo dell'Artiglieria dei Battaglioni (da Campagna)
  - un Mezzo Plotone per ogni Reparto di Fanteria
- Compagnia Franca di Sardegna
  - Plotoni Bombardieri
  - Plotoni Maestranze
  - Plotoni Minatori e Servizi

## OdB 1783 (Regno di Sardegna)
- Corpo Reale Artiglieria (da Fortezza e da Campagna)
  - Consiglio Superiore Artiglieria con a capo il Gran Maestro
  - Stato Maggiore
  - Regia Scuola Artiglieria
  - Regia Scuola di Fortificazione
  - 1º Battaglione Artiglieria
    - 1ª Compagnia Bombardieri
    - 2ª Compagnia Bombardieri
    - Compagnia Maestranze
    - Compagnia Minatori e Servizi

  - 2º Battaglione Artiglieria
    - 1ª Compagnia Bombardieri
    - 2ª Compagnia Bombardieri
    - Compagnia Maestranze
    - Compagnia Minatori e Servizi

  - 3º Battaglione Artiglieria
    - 1ª Compagnia Bombardieri
    - 2ª Compagnia Bombardieri
    - Compagnia Maestranze
    - Compagnia Minatori e Servizi
- Compagnia Franca di Sardegna
  - Plotoni Bombardieri
  - Plotoni Maestranze
  - Plotoni Minatori e Servizi

## OdB 1786 (Regno di Sardegna)
- Corpo Reale Artiglieria (da Fortezza e da Campagna)
  - Consiglio Superiore Artiglieria con a capo il Gran Maestro
  - Stato Maggiore
  - Regia Scuola Artiglieria
  - Regia Scuola di Fortificazione
  - Brigata Artiglieria
    - 1º Battaglione Artiglieria
      - 1ª Compagnia Cannonieri
      - 2ª Compagnia Cannonieri
      - 3ª Compagnia Cannonieri
      - 4ª Compagnia Cannonieri
      - Compagnia Bombardieri

    - 2º Battaglione Artiglieria
      - 1ª Compagnia Cannonieri
      - 2ª Compagnia Cannonieri
      - 3ª Compagnia Cannonieri
      - 4ª Compagnia Cannonieri
      - Compagnia Operai

    - 3º Battaglione Artiglieria
      - 1ª Compagnia Cannonieri
      - 2ª Compagnia Cannonieri
      - 3ª Compagnia Cannonieri
      - 4ª Compagnia Cannonieri
      - Compagnia Zappatori

    - 4º Battaglione Artiglieria
      - 1ª Compagnia Cannonieri
      - 2ª Compagnia Cannonieri
      - 3ª Compagnia Cannonieri
      - 4ª Compagnia Cannonieri
      - Compagnia Minatori

## OdB 9 dicembre 1798 (Regno di Sardegna)
Circa 5.000 uomini.
- Reggimento Artiglieria Piemontese (da Fortezza e da Campagna)
  - Consiglio Superiore Artiglieria con a capo il Gran Maestro
  - Stato Maggiore
  - Regia Scuola Artiglieria
  - Regia Scuola di Fortificazione
  - 1º Battaglione Artiglieria
    - 1ª Compagnia Cannonieri
    - 2ª Compagnia Cannonieri
    - 3ª Compagnia Cannonieri
    - 4ª Compagnia Cannonieri
    - 5ª Compagnia Cannonieri
    - 6ª Compagnia Cannonieri
    - 7ª Compagnia Cannonieri
    - Compagnia Maestranze

  - 2º Battaglione Artiglieria
    - 1ª Compagnia Cannonieri
    - 2ª Compagnia Cannonieri
    - 3ª Compagnia Cannonieri
    - 4ª Compagnia Cannonieri
    - 5ª Compagnia Cannonieri
    - 6ª Compagnia Cannonieri
    - 7ª Compagnia Cannonieri
    - Compagnia Maestranze

## OdB 26 agosto 1801 (Repubblica Francese)
- 1º Reggimento Francese Artiglieria a Piedi
  - Battaglione Artiglieria
    - 1ª Compagnia Cannonieri
    - 2ª Compagnia Cannonieri
    - 3ª Compagnia Cannonieri
    - 4ª Compagnia Cannonieri
    - 5ª Compagnia Cannonieri
    - 6ª Compagnia Cannonieri
    - 7ª Compagnia Cannonieri
    - 8ª Compagnia Cannonieri
    - 9ª Compagnia Cannonieri
    - 10ª Compagnia Cannonieri
    - Compagnia Operai

## OdB 1805-1814 (Regno d'Italia)
- Artiglieria del Regno d'Italia
  - 1º Reggimento artiglieria a piedi
    - Battaglione comando e servizi
    - 1º Battaglione artiglieria a piedi
      - 1ª Batteria artiglieria a piedi
      - 2ª Batteria artiglieria a piedi
      - 3ª Batteria artiglieria a piedi
      - 4ª Batteria artiglieria a piedi
      - 5ª Batteria artiglieria a piedi
      - 6ª Batteria artiglieria a piedi
      - 7ª Batteria artiglieria a piedi
      - 8ª Batteria artiglieria a piedi
      - 9ª Batteria artiglieria a piedi
      - 10ª Batteria artiglieria a piedia

    - 2º Battaglione artiglieria a piedi
      - 1ª Batteria artiglieria a piedi
      - 2ª Batteria artiglieria a piedi
      - 3ª Batteria artiglieria a piedi
      - 4ª Batteria artiglieria a piedi
      - 5ª Batteria artiglieria a piedi
      - 6ª Batteria artiglieria a piedi
      - 7ª Batteria artiglieria a piedi
      - 8ª Batteria artiglieria a piedi
      - 9ª Batteria artiglieria a piedi
      - 10ª Batteria artiglieria a piedi

  - 2º Reggimento artiglieria a cavallo
    - 1º Battaglione artiglieria a cavallo
      - 1ª Batteria artiglieria a cavallo
      - 2ª Batteria artiglieria a cavallo
      - 3ª Batteria artiglieria a cavallo
      - 4ª Batteria artiglieria a cavallo
      - 5ª Batteria artiglieria a cavallo
      - 6ª Batteria artiglieria a cavallo
      - 7ª Batteria artiglieria a cavallo
      - 8ª Batteria artiglieria a cavallo
      - 9ª Batteria artiglieria a cavallo
      - 10ª Batteria artiglieria a cavallo

    - 2º Battaglione artiglieria a cavallo
      - 1ª Batteria artiglieria a cavallo
      - 2ª Batteria artiglieria a cavallo
      - 3ª Batteria artiglieria a cavallo
      - 4ª Batteria artiglieria a cavallo
      - 5ª Batteria artiglieria a cavallo
      - 6ª Batteria artiglieria a cavallo
      - 7ª Batteria artiglieria a cavallo
      - 8ª Batteria artiglieria a cavallo
      - 9ª Batteria artiglieria a cavallo
      - 10ª Batteria artiglieria a cavallo

### Organizzazione dell'artiglieria a piedi
Il Reggimento artiglieria a piedi aveva la seguente organizzazione:
- ufficiali:
  - 1 colonnello
  - 1 sotto colonnello
  - 1º maggiore
  - 3 capi-battaglione
- sottufficiali:
  - 2 aiutanti
  - 6 aiutanti-sottufficiali
  - 1 quartier mastro
  - 1 alfiere porta aquila
  - 2 sergenti porta aquila
- graduati:
  - 1 tamburo-maggiore

per un totale di 19 uomini.
La Batteria artiglieria a piedi aveva la seguente organizzazione:
- ufficiali:
  - 1 capitano
  - 1 tenente
  - 1 sotto-tenente
- sottufficiali:
  - 1 sergente-maggiore
  - 4 sergenti
- graduati:
  - 1 caporale-furiere
  - 8 caporali
  - 1 tamburo
- truppa:
  - 64 primi-artiglieri
  - 48 artiglieri (per batterie da 12 libbre)
  - 32 artiglieri (per batterie da 8 libbre)

per un totale di 130 uomini (per batterie da 12 libbre) o da 114 uomini (per batterie da 8 libbre).
Era, inoltre, armata da:
- 6 cannoni da campo da 12 libbre
- 2 obici da 8 pollici

oppure da:
- 6 cannoni da campo da 8 libbre
- 2 obici da 6 pollici

### Organizzazione dell'artiglieria a cavallo

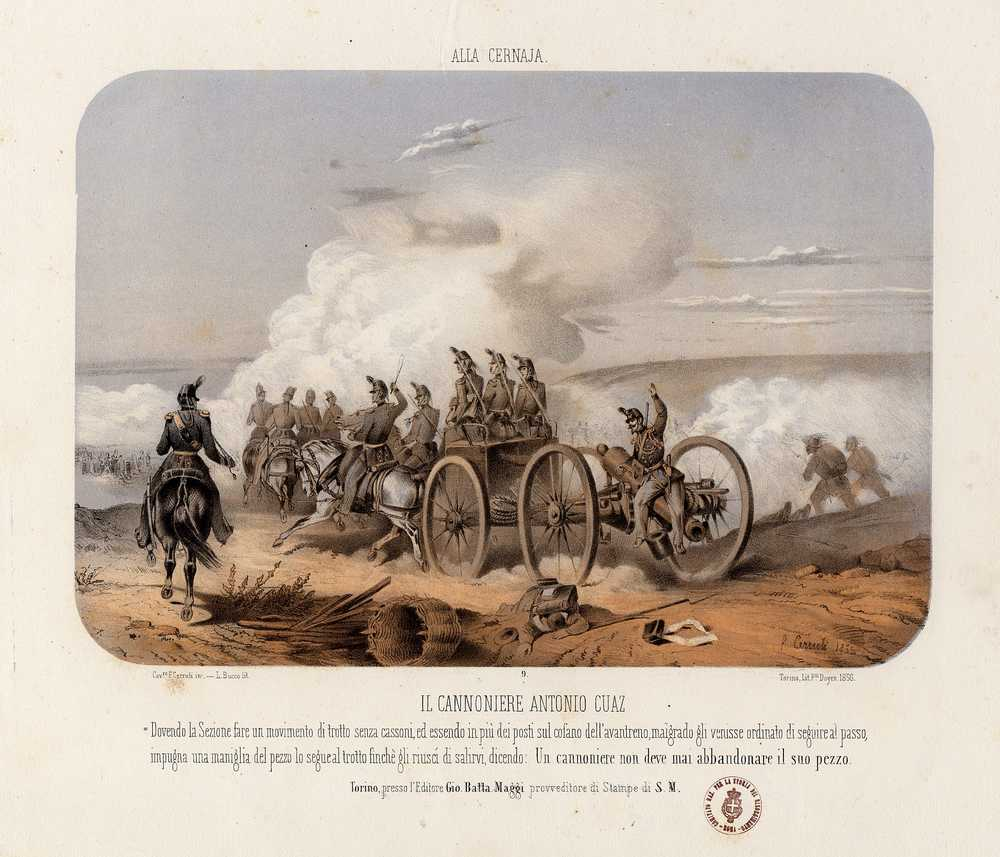
Episodio di eroismo del cannoniere Antonio Cuax alla Cernaja.

Il Reggimento artiglieria a cavallo aveva la seguente organizzazione:
- ufficiali:
  - 1 colonnello
  - 1 sotto colonnello
  - 1º maggiore
  - 2 capi-squadroni
- sottufficiali:
  - 2 aiutanti
  - 6 aiutanti-sottufficiali
  - 1 quartier mastro
  - 1 alfiere porta aquila
  - 2 sergenti porta aquila
- graduati:
  - 1 tromba-maggiore
  - 1 veterinario

per un totale di 19 uomini.
La Batteria artiglieria a cavallo aveva la seguente organizzazione:
- ufficiali:
  - 1 capitano
  - 1 tenente
  - 1 sotto-tenente
- sottufficiali:
  - 1 sergente-maggiore
  - 3 sergenti
- graduati:
  - 1 caporale-furiere
  - 6 caporali
  - 1 maniscalco
  - 1 tromba
- truppa:
  - 36 primi-artiglieri (per batterie da 4 libbre con obici)
  - 30 primi-artiglieri (per batterie da 4 libbre senza obici)
  - 26 artiglieri (per batterie da 4 libbre con obici)
  - 18 artiglieri (per batterie da 4 libbre senza obici)

per un totale di 78 uomini (per batterie da 4 libbre con obici) o da 64 uomini (per batterie da 4 libbre senza obici).
Era, inoltre, armata da:
- 4 cannoni da campo da 4 libbre
- 2 obici da 6 pollici

oppure da:
- 6 cannoni da campo da 8 libbre

## OdB 6 gennaio 1815 (Regno di Sardegna)
- Corpo Reale Artiglieria
  - Artiglieria a Piedi d'Ordinanza
    - Consiglio Superiore Artiglieria con a capo il Gran Maestro
    - Stato Maggiore
      - Comando Generale Artiglieria
      - Stato Maggiore dei Battaglioni
      - Regia Scuola Artiglieria e di Fortificazione
      - Fabbriche Artiglieria
      - Battaglione Artiglieria
        - 1ª Compagnia Artiglieria di Presidio da Piazzaforte
        - 2ª Compagnia Artiglieria di Presidio da Piazzaforte
        - 3ª Compagnia Artiglieria di Presidio da Piazzaforte
        - 4ª Compagnia Artiglieria di Presidio da Piazzaforte
        - 5ª Compagnia Artiglieria di Presidio da Piazzaforte
        - 6ª Compagnia Artiglieria di Presidio da Piazzaforte
        - 7ª Compagnia Artiglieria di Presidio da Piazzaforte
        - 8ª Compagnia Artiglieria di Presidio da Piazzaforte
        - Compagnia Pontonieri
        - Compagnia Maestranze

  - Artiglieria Provinciale (da costituirsi con personale designato a rinforzare il Corpo in caso di mobilitazione)
  - Artiglieria Volante
    - 1ª Compagnia Artiglieria Celere da Campagna
    - 2ª Compagnia Artiglieria Celere da Campagna
    - 3ª Compagnia Artiglieria Celere da Campagna
    - 4ª Compagnia Artiglieria Celere da Campagna

  - Artiglieria Reale di Sardegna
    - 1ª Compagnia Cannonieri
    - 2ª Compagnia Cannonieri
    - 3ª Compagnia Cannonieri

  - Artiglieria Sedentaria
    - Uffici Amministrativi
    - Invalidi

## OdB 1815 (Regno di Sardegna)
Circa 2.680 uomini in pace e 7.389 uomini in guerra.
- Corpo Reale Artiglieria
  - Artiglieria a Piedi d'Ordinanza
    - Consiglio Superiore Artiglieria con a capo il Gran Maestro
    - Stato Maggiore
      - Comando Generale Artiglieria
      - Stato Maggiore dei Battaglioni
      - Regia Scuola Artiglieria e di Fortificazione
      - Fabbriche Artiglieria
      - Battaglione Artiglieria
        - 1ª Compagnia Artiglieria di Presidio da Piazzaforte
        - 2ª Compagnia Artiglieria di Presidio da Piazzaforte
        - 3ª Compagnia Artiglieria di Presidio da Piazzaforte
        - 4ª Compagnia Artiglieria di Presidio da Piazzaforte
        - 5ª Compagnia Artiglieria di Presidio da Piazzaforte
        - 6ª Compagnia Artiglieria di Presidio da Piazzaforte
        - 7ª Compagnia Artiglieria di Presidio da Piazzaforte
        - 8ª Compagnia Artiglieria di Presidio da Piazzaforte
        - Compagnia Pontonieri
        - Compagnia Maestranze

      - Reparto Treno

  - Artiglieria Provinciale (da costituirsi con personale designato a rinforzare il Corpo in caso di mobilitazione)
  - Artiglieria Volante
    - 1ª Compagnia Artiglieria Celere da Campagna
    - 2ª Compagnia Artiglieria Celere da Campagna
    - 3ª Compagnia Artiglieria Celere da Campagna
    - 4ª Compagnia Artiglieria Celere da Campagna

  - Artiglieria Reale di Sardegna
    - 1ª Compagnia Cannonieri
    - 2ª Compagnia Cannonieri
    - 3ª Compagnia Cannonieri

  - Artiglieria Sedentaria
    - Uffici Amministrativi
    - Invalidi

## OdB 1817 (Regno di Sardegna)
Concessione della Bandiera al Battaglione Artiglieria della Sardegna
- Corpo Reale Artiglieria
  - Artiglieria a Piedi d'Ordinanza
    - Consiglio Superiore Artiglieria con a capo il Gran Maestro
    - Stato Maggiore
      - Comando Generale Artiglieria
      - Stato Maggiore dei Battaglioni
      - Regia Scuola Artiglieria e di Fortificazione
      - Fabbriche Artiglieria
      - Battaglione Artiglieria
        - 1ª Compagnia Artiglieria di Presidio da Piazzaforte
        - 2ª Compagnia Artiglieria di Presidio da Piazzaforte
        - 3ª Compagnia Artiglieria di Presidio da Piazzaforte
        - 4ª Compagnia Artiglieria di Presidio da Piazzaforte
        - 5ª Compagnia Artiglieria di Presidio da Piazzaforte
        - 6ª Compagnia Artiglieria di Presidio da Piazzaforte
        - 7ª Compagnia Artiglieria di Presidio da Piazzaforte
        - 8ª Compagnia Artiglieria di Presidio da Piazzaforte
        - Compagnia Pontonieri
        - Compagnia Maestranze

      - Reparto Treno

  - Artiglieria Provinciale (da costituirsi con personale designato a rinforzare il Corpo in caso di mobilitazione)
  - Artiglieria Volante
    - Battaglione Artiglieria Volante
      - 1ª Compagnia Artiglieria Celere da Campagna
      - 2ª Compagnia Artiglieria Celere da Campagna
      - 3ª Compagnia Artiglieria Celere da Campagna
      - 4ª Compagnia Artiglieria Celere da Campagna

  - Artiglieria Reale di Sardegna
    - Battaglione Artiglieria della Sardegna
      - 1ª Compagnia Cannonieri
      - 2ª Compagnia Cannonieri
      - 3ª Compagnia Cannonieri

  - Artiglieria Sedentaria
    - Uffici Amministrativi
    - Invalidi

## OdB 1820 (Regno di Sardegna)
- Corpo Reale Artiglieria
  - Personale Artiglieria
  - Materiale Artiglieria

## OdB 182? (Regno di Sardegna)
- Corpo Reale Artiglieria
  - Artiglieria Attiva
  - Artiglieria Leggera
  - Artiglieria di Presidio
  - Artiglieria per le Incombenze

## OdB 1833 (Regno di Sardegna)
- Corpo Reale Artiglieria
  - Personale Artiglieria
    - Consiglio Superiore Artiglieria con a capo il Gran Maestro
    - Brigata Artiglieria
      - 1º Reggimento Artiglieria
        - 1º Battaglione Artiglieria
          - 1ª Compagnia Artiglieria da Battaglia
          - 1ª Compagnia di Specialità
          - 2ª Compagnia di Specialità

        - 2º Battaglione Artiglieria
          - 1ª Compagnia Artiglieria da Battaglia
          - Compagnia di Specialità

        - 3º Battaglione Artiglieria
          - 1ª Compagnia Artiglieria da Battaglia
          - Compagnia di Specialità

      - 2º Reggimento Artiglieria
        - 1º Battaglione Artiglieria
          - 1ª Compagnia Artiglieria da Battaglia
          - 1ª Compagnia di Specialità
          - 2ª Compagnia di Specialità

        - 2º Battaglione Artiglieria
          - 1ª Compagnia Artiglieria da Battaglia
          - Compagnia di Specialità

        - 3º Battaglione Artiglieria
          - 1ª Compagnia Artiglieria da Battaglia
          - Compagnia di Specialità

  - Materiale Artiglieria
    - Scuola di Applicazione Artiglieria e Genio
    - Laboratori Artiglieria

## OdB 1846 (Regno di Sardegna)
- Corpo Reale Artiglieria
  - Personale Artiglieria
    - Congresso Permanente Artiglieria con a capo il Presidente
    - Brigata Artiglieria
      - 1º Reggimento Artiglieria
        - 1º Battaglione Artiglieria
          - 1ª Compagnia Artiglieria da Battaglia
          - 1ª Compagnia di Specialità
          - 2ª Compagnia di Specialità

        - 2º Battaglione Artiglieria
          - 1ª Compagnia Artiglieria da Battaglia
          - Compagnia di Specialità

        - 3º Battaglione Artiglieria
          - 1ª Compagnia Artiglieria da Battaglia
          - Compagnia di Specialità

      - 2º Reggimento Artiglieria
        - 1º Battaglione Artiglieria
          - 1ª Compagnia Artiglieria da Battaglia
          - 1ª Compagnia di Specialità
          - 2ª Compagnia di Specialità

        - 2º Battaglione Artiglieria
          - 1ª Compagnia Artiglieria da Battaglia
          - Compagnia di Specialità

        - 3º Battaglione Artiglieria
          - 1ª Compagnia Artiglieria da Battaglia
          - Compagnia di Specialità

  - Materiale Artiglieria
    - Scuola di Applicazione Artiglieria e Genio
    - Laboratori Artiglieria

## OdB 1848 (Regno di Sardegna)
- Artiglieria Sarda
  - Congresso Permanente Artiglieria con a capo il Presidente
  - Stato Maggiore
    - Scuola di Applicazione Artiglieria e Genio
    - Artiglieria Campale
      - 1ª Brigata Artiglieria Campale
        - 1ª Batteria Artiglieria Campale
        - 2ª Batteria Artiglieria Campale
        - 3ª Batteria Artiglieria Campale

      - 2ª Brigata Artiglieria Campale
        - 1ª Batteria Artiglieria Campale
        - 2ª Batteria Artiglieria Campale
        - 3ª Batteria Artiglieria Campale

      - 3ª Brigata Artiglieria Campale
        - 1ª Batteria Artiglieria Campale
        - 2ª Batteria Artiglieria Campale
        - 3ª Batteria Artiglieria Campale

      - 4ª Brigata Artiglieria Campale
        - 1ª Batteria Artiglieria Campale
        - 2ª Batteria Artiglieria Campale
        - 3ª Batteria Artiglieria Campale

      - 5ª Brigata Artiglieria Campale
        - 1ª Batteria Artiglieria Campale
        - 2ª Batteria Artiglieria Campale

      - 6ª Brigata Artiglieria Campale
        - 1ª Batteria Artiglieria Campale a Cavallo
        - 2ª Batteria Artiglieria Campale a Cavallo

    - Artiglieria da Piazza
      - 1ª Brigata Artiglieria da Piazza
        - 1ª Compagnia Artiglieria da Piazza
        - 2ª Compagnia Artiglieria da Piazza
        - 3ª Compagnia Artiglieria da Piazza
        - 4ª Compagnia Artiglieria da Piazza

      - 2ª Brigata Artiglieria da Piazza
        - 1ª Compagnia Artiglieria da Piazza
        - 2ª Compagnia Artiglieria da Piazza
        - 3ª Compagnia Artiglieria da Piazza
        - 4ª Compagnia Artiglieria da Piazza

      - 3ª Brigata Artiglieria da Piazza
        - 1ª Compagnia Artiglieria da Piazza
        - 2ª Compagnia Artiglieria da Piazza
        - 3ª Compagnia Artiglieria da Piazza
        - 4ª Compagnia Artiglieria da Piazza

      - Brigata Operai Artiglieria
        - Compagnia Artificieri
        - Compagnia Maestranze
        - Compagnia Armaioli
        - Compagnia Polverieri
        - Compagnia Deposito

    - Artiglieria di Sardegna
      - 1ª Compagnia Artiglieria da Piazza
      - 2ª Compagnia Artiglieria da Piazza
      - Compagnia Artificieri

    - Brigata Autonoma Pontieri
      - 1ª Compagnia Pontieri
      - 2ª Compagnia Pontieri

## OdB 1850 (Regno di Sardegna)
- Artiglieria Sarda
  - Comitato Artiglieria con a capo il Presidente
  - Stato Maggiore
    - Scuola di Applicazione Artiglieria e Genio
    - Artiglieria Campale
      - 1ª Brigata Artiglieria Campale
        - 1ª Batteria Artiglieria Campale
        - 2ª Batteria Artiglieria Campale
        - 3ª Batteria Artiglieria Campale

      - 2ª Brigata Artiglieria Campale
        - 1ª Batteria Artiglieria Campale
        - 2ª Batteria Artiglieria Campale
        - 3ª Batteria Artiglieria Campale

      - 3ª Brigata Artiglieria Campale
        - 1ª Batteria Artiglieria Campale
        - 2ª Batteria Artiglieria Campale
        - 3ª Batteria Artiglieria Campale

      - 4ª Brigata Artiglieria Campale
        - 1ª Batteria Artiglieria Campale
        - 2ª Batteria Artiglieria Campale
        - 3ª Batteria Artiglieria Campale

      - 5ª Brigata Artiglieria Campale
        - 1ª Batteria Artiglieria Campale
        - 2ª Batteria Artiglieria Campale

      - 6ª Brigata Artiglieria Campale
        - 1ª Batteria Artiglieria Campale a Cavallo
        - 2ª Batteria Artiglieria Campale a Cavallo

    - Artiglieria da Piazza
      - 1ª Brigata Artiglieria da Piazza
        - 1ª Compagnia Artiglieria da Piazza
        - 2ª Compagnia Artiglieria da Piazza
        - 3ª Compagnia Artiglieria da Piazza
        - 4ª Compagnia Artiglieria da Piazza

      - 2ª Brigata Artiglieria da Piazza
        - 1ª Compagnia Artiglieria da Piazza
        - 2ª Compagnia Artiglieria da Piazza
        - 3ª Compagnia Artiglieria da Piazza
        - 4ª Compagnia Artiglieria da Piazza

      - 3ª Brigata Artiglieria da Piazza
        - 1ª Compagnia Artiglieria da Piazza
        - 2ª Compagnia Artiglieria da Piazza
        - 3ª Compagnia Artiglieria da Piazza
        - 4ª Compagnia Artiglieria da Piazza

      - Brigata Operai Artiglieria
        - Compagnia Artificieri
        - Compagnia Maestranze
        - Compagnia Armaioli
        - Compagnia Polverieri
        - Compagnia Deposito

    - Artiglieria di Sardegna
      - 1ª Compagnia Artiglieria da Piazza
      - 2ª Compagnia Artiglieria da Piazza
      - Compagnia Artificieri

    - Brigata Autonoma Pontieri
      - 1ª Compagnia Pontieri
      - 2ª Compagnia Pontieri

## OdB 1º ottobre 1850 (Regno di Sardegna)
- Artiglieria Sarda
  - Comitato Artiglieria con a capo il Presidente
  - Stato Maggiore
    - Scuola di Applicazione Artiglieria e Genio
    - Reggimento Artiglieria da Piazza
      - 1ª Brigata Artiglieria da Piazza
        - 1ª Compagnia Artiglieria da Piazza
        - 2ª Compagnia Artiglieria da Piazza
        - 3ª Compagnia Artiglieria da Piazza
        - 4ª Compagnia Artiglieria da Piazza
        - 5ª Compagnia Artiglieria da Piazza
        - 6ª Compagnia Artiglieria da Piazza

      - 2ª Brigata Artiglieria da Piazza
        - 1ª Compagnia Artiglieria da Piazza
        - 2ª Compagnia Artiglieria da Piazza
        - 3ª Compagnia Artiglieria da Piazza
        - 4ª Compagnia Artiglieria da Piazza
        - 5ª Compagnia Artiglieria da Piazza
        - 6ª Compagnia Artiglieria da Piazza

    - Reggimento Artiglieria da Campagna
      - Brigata Artiglieria da Campagna a Cavallo
        - 1ª Batteria Artiglieria da Campagna a Cavallo
        - 2ª Batteria Artiglieria da Campagna a Cavallo

      - 1ª Brigata Artiglieria da Campagna (Battaglia)
        - 1ª Batteria Artiglieria da Campagna
        - 2ª Batteria Artiglieria da Campagna
        - 3ª Batteria Artiglieria da Campagna

      - 2ª Brigata Artiglieria da Campagna (Battaglia)
        - 1ª Batteria Artiglieria da Campagna
        - 2ª Batteria Artiglieria da Campagna
        - 3ª Batteria Artiglieria da Campagna

      - 3ª Brigata Artiglieria da Campagna (Battaglia)
        - 1ª Batteria Artiglieria da Campagna
        - 2ª Batteria Artiglieria da Campagna
        - 3ª Batteria Artiglieria da Campagna

      - 4ª Brigata Artiglieria da Campagna (Battaglia)
        - 1ª Batteria Artiglieria da Campagna
        - 2ª Batteria Artiglieria da Campagna
        - 3ª Batteria Artiglieria da Campagna

      - 5ª Brigata Artiglieria da Campagna (Battaglia)
        - 1ª Batteria Artiglieria da Campagna
        - 2ª Batteria Artiglieria da Campagna
        - 3ª Batteria Artiglieria da Campagna

      - 6ª Brigata Artiglieria da Campagna (Battaglia)
        - 1ª Batteria Artiglieria da Campagna
        - 2ª Batteria Artiglieria da Campagna
        - 3ª Batteria Artiglieria da Campagna

    - Reggimento Operai Artiglieria
      - Brigata Pontieri
      - Brigata Polveristi
      - Brigata Armaioli
      - Compagnia Deposito

## OdB 17 giugno 1860 (Regno di Sardegna)
- Arma Artiglieria
  - Comitato Artiglieria con a capo il Presidente
    - Stato Maggiore per il Servizio dei Comandi Territoriali
      - Scuola di Applicazione Artiglieria e Genio
      - Comandi Locali
      - Direzioni di Stabilimenti
      - 1º Reggimento Operai Artiglieria
      - 2º Reggimento Artiglieria da Piazza
      - 3º Reggimento Artiglieria da Piazza
      - 4º Reggimento Artiglieria da Piazza
      - 5º Reggimento Artiglieria da Campagna (motto: Ab origine fama)
      - 6º Reggimento Artiglieria da Campagna
      - 7º Reggimento Artiglieria da Campagna
      - 8º Reggimento Artiglieria da Campagna

## OdB 1865 (Regno d'Italia)
- Arma Artiglieria
  - Comitato Artiglieria con a capo il Presidente
    - Stato Maggiore
      - Scuola di Applicazione Artiglieria e Genio
      - 1º Reggimento Pontieri
      - 2º Reggimento Artiglieria da Piazza
      - 3º Reggimento Artiglieria da Piazza
      - 4º Reggimento Artiglieria da Piazza
      - 5º Reggimento Artiglieria da Campagna (motto: Ab origine fama)
      - 6º Reggimento Artiglieria da Campagna
      - 7º Reggimento Artiglieria da Campagna
      - 8º Reggimento Artiglieria da Campagna
      - 9º Reggimento Artiglieria da Campagna
      - 1ª Compagnia Operai
      - 2ª Compagnia Operai
      - 3ª Compagnia Operai
      - 4ª Compagnia Operai
      - 5ª Compagnia Operai
      - 6ª Compagnia Operai
      - 1ª Compagnia Maestranze
      - 2ª Compagnia Maestranze
      - 3ª Compagnia Maestranze
      - 1ª Compagnia Artificieri
      - 2ª Compagnia Artificieri
      - Compagnia Armaioli
      - Compagnia Veterani

## OdB 13 novembre 1870 (Regno d'Italia)
- Arma Artiglieria
  - Comitato Artiglieria con a capo il Presidente
    - Stato Maggiore
      - Scuola di Applicazione Artiglieria e Genio
      - 1º Reggimento Pontieri
      - 2º Reggimento Artiglieria
      - 3º Reggimento Artiglieria
      - 4º Reggimento Artiglieria
      - 5º Reggimento Artiglieria (motto: Ab origine fama)
      - 6º Reggimento Artiglieria
      - 7º Reggimento Artiglieria
      - 8º Reggimento Artiglieria
      - 9º Reggimento Artiglieria
      - 10º Reggimento Artiglieria
      - 11º Reggimento Artiglieria
      - 1ª Compagnia Operai
      - 2ª Compagnia Operai
      - 3ª Compagnia Operai
      - 4ª Compagnia Operai
      - 5ª Compagnia Operai
      - 6ª Compagnia Operai
      - 1ª Compagnia Maestranze
      - 2ª Compagnia Maestranze
      - 3ª Compagnia Maestranze
      - 1ª Compagnia Artificieri
      - 2ª Compagnia Artificieri
      - Compagnia Armaioli

  - Compagnia Veterani

## OdB 30 settembre 1873 (Regno d'Italia)
- Arma Artiglieria
  - Comitato Artiglieria e Genio con a capo il Presidente
    - Stato Maggiore
    - Scuola di Applicazione Artiglieria e Genio
      - 1° (già 11°) Reggimento Artiglieria da Campagna
        - 1ª Batteria Artiglieria da Campagna
        - 2ª Batteria Artiglieria da Campagna
        - 3ª Batteria Artiglieria da Campagna
        - 4ª Batteria Artiglieria da Campagna
        - 5ª Batteria Artiglieria da Campagna
        - 6ª Batteria Artiglieria da Campagna
        - 7ª Batteria Artiglieria da Campagna
        - 8ª Batteria Artiglieria da Campagna
        - 9ª Batteria Artiglieria da Campagna
        - 10ª Batteria Artiglieria da Campagna
        - 1ª Compagnia Treno
        - 2ª Compagnia Treno
        - 3ª Compagnia Treno

      - 2º Reggimento Artiglieria da Campagna
        - 1ª Batteria Artiglieria da Campagna
        - 2ª Batteria Artiglieria da Campagna
        - 3ª Batteria Artiglieria da Campagna
        - 4ª Batteria Artiglieria da Campagna
        - 5ª Batteria Artiglieria da Campagna
        - 6ª Batteria Artiglieria da Campagna
        - 7ª Batteria Artiglieria da Campagna
        - 8ª Batteria Artiglieria da Campagna
        - 9ª Batteria Artiglieria da Campagna
        - 10ª Batteria Artiglieria da Campagna
        - 1ª Compagnia Treno
        - 2ª Compagnia Treno
        - 3ª Compagnia Treno

      - 3º Reggimento Artiglieria da Campagna
        - 1ª Batteria Artiglieria da Campagna
        - 2ª Batteria Artiglieria da Campagna
        - 3ª Batteria Artiglieria da Campagna
        - 4ª Batteria Artiglieria da Campagna
        - 5ª Batteria Artiglieria da Campagna
        - 6ª Batteria Artiglieria da Campagna
        - 7ª Batteria Artiglieria da Campagna
        - 8ª Batteria Artiglieria da Campagna
        - 9ª Batteria Artiglieria da Campagna
        - 10ª Batteria Artiglieria da Campagna
        - 1ª Compagnia Treno
        - 2ª Compagnia Treno
        - 3ª Compagnia Treno

      - 4º Reggimento Artiglieria da Campagna
        - 1ª Batteria Artiglieria da Campagna
        - 2ª Batteria Artiglieria da Campagna
        - 3ª Batteria Artiglieria da Campagna
        - 4ª Batteria Artiglieria da Campagna
        - 5ª Batteria Artiglieria da Campagna
        - 6ª Batteria Artiglieria da Campagna
        - 7ª Batteria Artiglieria da Campagna
        - 8ª Batteria Artiglieria da Campagna
        - 9ª Batteria Artiglieria da Campagna
        - 10ª Batteria Artiglieria da Campagna
        - 1ª Compagnia Treno
        - 2ª Compagnia Treno
        - 3ª Compagnia Treno

      - 5º Reggimento Artiglieria da Campagna ('motto': Ab origine fama)
        - 1ª Batteria Artiglieria da Campagna
        - 2ª Batteria Artiglieria da Campagna
        - 3ª Batteria Artiglieria da Campagna
        - 4ª Batteria Artiglieria da Campagna
        - 5ª Batteria Artiglieria da Campagna
        - 6ª Batteria Artiglieria da Campagna
        - 7ª Batteria Artiglieria da Campagna
        - 8ª Batteria Artiglieria da Campagna
        - 9ª Batteria Artiglieria da Campagna
        - 10ª Batteria Artiglieria da Campagna
        - 1ª Compagnia Treno
        - 2ª Compagnia Treno
        - 3ª Compagnia Treno

      - 6º Reggimento Artiglieria da Campagna
        - 1ª Batteria Artiglieria da Campagna
        - 2ª Batteria Artiglieria da Campagna
        - 3ª Batteria Artiglieria da Campagna
        - 4ª Batteria Artiglieria da Campagna
        - 5ª Batteria Artiglieria da Campagna
        - 6ª Batteria Artiglieria da Campagna
        - 7ª Batteria Artiglieria da Campagna
        - 8ª Batteria Artiglieria da Campagna
        - 9ª Batteria Artiglieria da Campagna
        - 10ª Batteria Artiglieria da Campagna
        - 1ª Compagnia Treno
        - 2ª Compagnia Treno
        - 3ª Compagnia Treno

      - 7º Reggimento Artiglieria da Campagna
        - 1ª Batteria Artiglieria da Campagna
        - 2ª Batteria Artiglieria da Campagna
        - 3ª Batteria Artiglieria da Campagna
        - 4ª Batteria Artiglieria da Campagna
        - 5ª Batteria Artiglieria da Campagna
        - 6ª Batteria Artiglieria da Campagna
        - 7ª Batteria Artiglieria da Campagna
        - 8ª Batteria Artiglieria da Campagna
        - 9ª Batteria Artiglieria da Campagna
        - 10ª Batteria Artiglieria da Campagna
        - 1ª Compagnia Treno
        - 2ª Compagnia Treno
        - 3ª Compagnia Treno

      - 8º Reggimento Artiglieria da Campagna
        - 1ª Batteria Artiglieria da Campagna
        - 2ª Batteria Artiglieria da Campagna
        - 3ª Batteria Artiglieria da Campagna
        - 4ª Batteria Artiglieria da Campagna
        - 5ª Batteria Artiglieria da Campagna
        - 6ª Batteria Artiglieria da Campagna
        - 7ª Batteria Artiglieria da Campagna
        - 8ª Batteria Artiglieria da Campagna
        - 9ª Batteria Artiglieria da Campagna
        - 10ª Batteria Artiglieria da Campagna
        - 1ª Compagnia Treno
        - 2ª Compagnia Treno
        - 3ª Compagnia Treno

      - 9º Reggimento Artiglieria da Campagna
        - 1ª Batteria Artiglieria da Campagna
        - 2ª Batteria Artiglieria da Campagna
        - 3ª Batteria Artiglieria da Campagna
        - 4ª Batteria Artiglieria da Campagna
        - 5ª Batteria Artiglieria da Campagna
        - 6ª Batteria Artiglieria da Campagna
        - 7ª Batteria Artiglieria da Campagna
        - 8ª Batteria Artiglieria da Campagna
        - 9ª Batteria Artiglieria da Campagna
        - 10ª Batteria Artiglieria da Campagna
        - 1ª Compagnia Treno
        - 2ª Compagnia Treno
        - 3ª Compagnia Treno

      - 10º Reggimento Artiglieria da Campagna
        - 1ª Batteria Artiglieria da Campagna
        - 2ª Batteria Artiglieria da Campagna
        - 3ª Batteria Artiglieria da Campagna
        - 4ª Batteria Artiglieria da Campagna
        - 5ª Batteria Artiglieria da Campagna
        - 6ª Batteria Artiglieria da Campagna
        - 7ª Batteria Artiglieria da Campagna
        - 8ª Batteria Artiglieria da Campagna
        - 9ª Batteria Artiglieria da Campagna
        - 10ª Batteria Artiglieria da Campagna
        - 1ª Compagnia Treno
        - 2ª Compagnia Treno
        - 3ª Compagnia Treno

      - 11º Reggimento Artiglieria da Fortezza
        - 1ª Compagnia Artiglieria da Piazza
        - 2ª Compagnia Artiglieria da Piazza
        - 3ª Compagnia Artiglieria da Piazza
        - 4ª Compagnia Artiglieria da Piazza

      - 12º Reggimento Artiglieria da Fortezza
        - 1ª Compagnia Artiglieria da Piazza
        - 2ª Compagnia Artiglieria da Piazza
        - 3ª Compagnia Artiglieria da Piazza
        - 4ª Compagnia Artiglieria da Piazza

      - 13º Reggimento Artiglieria da Fortezza
        - 1ª Compagnia Artiglieria da Piazza
        - 2ª Compagnia Artiglieria da Piazza
        - 3ª Compagnia Artiglieria da Piazza
        - 4ª Compagnia Artiglieria da Piazza

      - 14º Reggimento Artiglieria da Fortezza
        - 1ª Compagnia Artiglieria da Piazza
        - 2ª Compagnia Artiglieria da Piazza
        - 3ª Compagnia Artiglieria da Piazza

      - 1ª Compagnia Operai
      - 2ª Compagnia Operai
      - 3ª Compagnia Operai
      - 4ª Compagnia Operai
      - 5ª Compagnia Operai
      - 6ª Compagnia Operai
      - 1ª Compagnia Maestranze
      - 2ª Compagnia Maestranze
      - 3ª Compagnia Maestranze
      - 1ª Compagnia Artificieri
      - 2ª Compagnia Artificieri
      - Compagnia Armaioli
      - Compagnia Veterani

## OdB 29 giugno 1882 (Regno d'Italia)
- Arma Artiglieria
  - Comitato Artiglieria e Genio con a capo il Presidente
    - Stato Maggiore
      - Scuola di Applicazione Artiglieria e Genio
      - 1° (già 11°) Reggimento Artiglieria da Campagna
        - 1ª Batteria Artiglieria da Campagna
        - 2ª Batteria Artiglieria da Campagna
        - 3ª Batteria Artiglieria da Campagna
        - 4ª Batteria Artiglieria da Campagna
        - 5ª Batteria Artiglieria da Campagna
        - 6ª Batteria Artiglieria da Campagna
        - 7ª Batteria Artiglieria da Campagna
        - 8ª Batteria Artiglieria da Campagna
        - 9ª Batteria Artiglieria da Campagna
        - 10ª Batteria Artiglieria da Campagna
        - 1ª Compagnia Treno
        - 2ª Compagnia Treno
        - 3ª Compagnia Treno

      - 2º Reggimento Artiglieria da Campagna
        - 1ª Batteria Artiglieria da Campagna
        - 2ª Batteria Artiglieria da Campagna
        - 3ª Batteria Artiglieria da Campagna
        - 4ª Batteria Artiglieria da Campagna
        - 5ª Batteria Artiglieria da Campagna
        - 6ª Batteria Artiglieria da Campagna
        - 7ª Batteria Artiglieria da Campagna
        - 8ª Batteria Artiglieria da Campagna
        - 9ª Batteria Artiglieria da Campagna
        - 10ª Batteria Artiglieria da Campagna
        - 1ª Compagnia Treno
        - 2ª Compagnia Treno
        - 3ª Compagnia Treno

      - 3º Reggimento Artiglieria da Campagna
        - 1ª Batteria Artiglieria da Campagna
        - 2ª Batteria Artiglieria da Campagna
        - 3ª Batteria Artiglieria da Campagna
        - 4ª Batteria Artiglieria da Campagna
        - 5ª Batteria Artiglieria da Campagna
        - 6ª Batteria Artiglieria da Campagna
        - 7ª Batteria Artiglieria da Campagna
        - 8ª Batteria Artiglieria da Campagna
        - 9ª Batteria Artiglieria da Campagna
        - 10ª Batteria Artiglieria da Campagna
        - 1ª Compagnia Treno
        - 2ª Compagnia Treno
        - 3ª Compagnia Treno

      - 4º Reggimento Artiglieria da Campagna
        - 1ª Batteria Artiglieria da Campagna
        - 2ª Batteria Artiglieria da Campagna
        - 3ª Batteria Artiglieria da Campagna
        - 4ª Batteria Artiglieria da Campagna
        - 5ª Batteria Artiglieria da Campagna
        - 6ª Batteria Artiglieria da Campagna
        - 7ª Batteria Artiglieria da Campagna
        - 8ª Batteria Artiglieria da Campagna
        - 9ª Batteria Artiglieria da Campagna
        - 10ª Batteria Artiglieria da Campagna
        - 1ª Compagnia Treno
        - 2ª Compagnia Treno
        - 3ª Compagnia Treno

      - 5º Reggimento Artiglieria da Campagna ('motto': Ab origine fama)
        - 1ª Batteria Artiglieria da Campagna
        - 2ª Batteria Artiglieria da Campagna
        - 3ª Batteria Artiglieria da Campagna
        - 4ª Batteria Artiglieria da Campagna
        - 5ª Batteria Artiglieria da Campagna
        - 6ª Batteria Artiglieria da Campagna
        - 7ª Batteria Artiglieria da Campagna
        - 8ª Batteria Artiglieria da Campagna
        - 9ª Batteria Artiglieria da Campagna
        - 10ª Batteria Artiglieria da Campagna
        - 1ª Compagnia Treno
        - 2ª Compagnia Treno
        - 3ª Compagnia Treno

      - 6º Reggimento Artiglieria da Campagna
        - 1ª Batteria Artiglieria da Campagna
        - 2ª Batteria Artiglieria da Campagna
        - 3ª Batteria Artiglieria da Campagna
        - 4ª Batteria Artiglieria da Campagna
        - 5ª Batteria Artiglieria da Campagna
        - 6ª Batteria Artiglieria da Campagna
        - 7ª Batteria Artiglieria da Campagna
        - 8ª Batteria Artiglieria da Campagna
        - 9ª Batteria Artiglieria da Campagna
        - 10ª Batteria Artiglieria da Campagna
        - 1ª Compagnia Treno
        - 2ª Compagnia Treno
        - 3ª Compagnia Treno

      - 7º Reggimento Artiglieria da Campagna
        - 1ª Batteria Artiglieria da Campagna
        - 2ª Batteria Artiglieria da Campagna
        - 3ª Batteria Artiglieria da Campagna
        - 4ª Batteria Artiglieria da Campagna
        - 5ª Batteria Artiglieria da Campagna
        - 6ª Batteria Artiglieria da Campagna
        - 7ª Batteria Artiglieria da Campagna
        - 8ª Batteria Artiglieria da Campagna
        - 9ª Batteria Artiglieria da Campagna
        - 10ª Batteria Artiglieria da Campagna
        - 1ª Compagnia Treno
        - 2ª Compagnia Treno
        - 3ª Compagnia Treno

      - 8º Reggimento Artiglieria da Campagna
        - 1ª Batteria Artiglieria da Campagna
        - 2ª Batteria Artiglieria da Campagna
        - 3ª Batteria Artiglieria da Campagna
        - 4ª Batteria Artiglieria da Campagna
        - 5ª Batteria Artiglieria da Campagna
        - 6ª Batteria Artiglieria da Campagna
        - 7ª Batteria Artiglieria da Campagna
        - 8ª Batteria Artiglieria da Campagna
        - 9ª Batteria Artiglieria da Campagna
        - 10ª Batteria Artiglieria da Campagna
        - 1ª Compagnia Treno
        - 2ª Compagnia Treno
        - 3ª Compagnia Treno

      - 9º Reggimento Artiglieria da Campagna
        - 1ª Batteria Artiglieria da Campagna
        - 2ª Batteria Artiglieria da Campagna
        - 3ª Batteria Artiglieria da Campagna
        - 4ª Batteria Artiglieria da Campagna
        - 5ª Batteria Artiglieria da Campagna
        - 6ª Batteria Artiglieria da Campagna
        - 7ª Batteria Artiglieria da Campagna
        - 8ª Batteria Artiglieria da Campagna
        - 9ª Batteria Artiglieria da Campagna
        - 10ª Batteria Artiglieria da Campagna
        - 1ª Compagnia Treno
        - 2ª Compagnia Treno
        - 3ª Compagnia Treno

      - 10º Reggimento Artiglieria da Campagna
        - 1ª Batteria Artiglieria da Campagna
        - 2ª Batteria Artiglieria da Campagna
        - 3ª Batteria Artiglieria da Campagna
        - 4ª Batteria Artiglieria da Campagna
        - 5ª Batteria Artiglieria da Campagna
        - 6ª Batteria Artiglieria da Campagna
        - 7ª Batteria Artiglieria da Campagna
        - 8ª Batteria Artiglieria da Campagna
        - 9ª Batteria Artiglieria da Campagna
        - 10ª Batteria Artiglieria da Campagna
        - 1ª Compagnia Treno
        - 2ª Compagnia Treno
        - 3ª Compagnia Treno

      - 11º Reggimento Artiglieria da Campagna
        - 1ª Batteria Artiglieria da Campagna
        - 2ª Batteria Artiglieria da Campagna
        - 3ª Batteria Artiglieria da Campagna
        - 4ª Batteria Artiglieria da Campagna
        - 5ª Batteria Artiglieria da Campagna
        - 6ª Batteria Artiglieria da Campagna
        - 7ª Batteria Artiglieria da Campagna
        - 8ª Batteria Artiglieria da Campagna
        - 9ª Batteria Artiglieria da Campagna
        - 10ª Batteria Artiglieria da Campagna
        - 1ª Compagnia Treno
        - 2ª Compagnia Treno
        - 3ª Compagnia Treno

      - 12º Reggimento Artiglieria da Campagna
        - 1ª Batteria Artiglieria da Campagna
        - 2ª Batteria Artiglieria da Campagna
        - 3ª Batteria Artiglieria da Campagna
        - 4ª Batteria Artiglieria da Campagna
        - 5ª Batteria Artiglieria da Campagna
        - 6ª Batteria Artiglieria da Campagna
        - 7ª Batteria Artiglieria da Campagna
        - 8ª Batteria Artiglieria da Campagna
        - 9ª Batteria Artiglieria da Campagna
        - 10ª Batteria Artiglieria da Campagna
        - 1ª Compagnia Treno
        - 2ª Compagnia Treno
        - 3ª Compagnia Treno

      - 13º Reggimento Artiglieria da Fortezza
        - 1ª Compagnia Artiglieria da Piazza
        - 2ª Compagnia Artiglieria da Piazza
        - 3ª Compagnia Artiglieria da Piazza
        - 4ª Compagnia Artiglieria da Piazza
        - 14º Reggimento Artiglieria da Fortezza
        - 1ª Compagnia Artiglieria da Piazza
        - 2ª Compagnia Artiglieria da Piazza
        - 3ª Compagnia Artiglieria da Piazza
        - 4ª Compagnia Artiglieria da Piazza
        - 15º Reggimento Artiglieria da Fortezza
        - 1ª Compagnia Artiglieria da Piazza
        - 2ª Compagnia Artiglieria da Piazza
        - 3ª Compagnia Artiglieria da Piazza
        - 4ª Compagnia Artiglieria da Piazza
        - 16º Reggimento Artiglieria da Fortezza
        - 1ª Compagnia Artiglieria da Piazza
        - 2ª Compagnia Artiglieria da Piazza
        - 3ª Compagnia Artiglieria da Piazza
        - 17º Reggimento Artiglieria da Fortezza
        - 1ª Compagnia Artiglieria da Piazza
        - 2ª Compagnia Artiglieria da Piazza
        - 3ª Compagnia Artiglieria da Piazza
        - 1ª Compagnia Operai
        - 2ª Compagnia Operai
        - 3ª Compagnia Operai
        - 4ª Compagnia Operai
        - 5ª Compagnia Operai
        - 6ª Compagnia Operai
        - 1ª Compagnia Maestranze
        - 2ª Compagnia Maestranze
        - 3ª Compagnia Maestranze
        - 1ª Compagnia Artificieri
        - 2ª Compagnia Artificieri
        - Compagnia Armaioli
        - Compagnia Veterani

## OdB 23 giugno 1887 (Regno d'Italia)
- Arma Artiglieria
  - Ispettorato Generale Artiglieria con a capo il Presidente
    - Stato Maggiore
      - Scuola di Applicazione Artiglieria e Genio
      - 1° (già 11°) Reggimento Artiglieria da Campagna Divisionale
        - 1ª Batteria Artiglieria da Campagna
        - 2ª Batteria Artiglieria da Campagna
        - 3ª Batteria Artiglieria da Campagna
        - 4ª Batteria Artiglieria da Campagna
        - 5ª Batteria Artiglieria da Campagna
        - 6ª Batteria Artiglieria da Campagna
        - 7ª Batteria Artiglieria da Campagna
        - 8ª Batteria Artiglieria da Campagna
        - Compagnia Treno
        - Compagnia Deposito

      - 2º Reggimento Artiglieria da Campagna Divisionale
        - 1ª Batteria Artiglieria da Campagna
        - 2ª Batteria Artiglieria da Campagna
        - 3ª Batteria Artiglieria da Campagna
        - 4ª Batteria Artiglieria da Campagna
        - 5ª Batteria Artiglieria da Campagna
        - 6ª Batteria Artiglieria da Campagna
        - 7ª Batteria Artiglieria da Campagna
        - 8ª Batteria Artiglieria da Campagna
        - Compagnia Treno
        - Compagnia Deposito

      - 3º Reggimento Artiglieria da Campagna Divisionale
        - 1ª Batteria Artiglieria da Campagna
        - 2ª Batteria Artiglieria da Campagna
        - 3ª Batteria Artiglieria da Campagna
        - 4ª Batteria Artiglieria da Campagna
        - 5ª Batteria Artiglieria da Campagna
        - 6ª Batteria Artiglieria da Campagna
        - 7ª Batteria Artiglieria da Campagna
        - 8ª Batteria Artiglieria da Campagna
        - Compagnia Treno
        - Compagnia Deposito

      - 4º Reggimento Artiglieria da Campagna Divisionale
        - 1ª Batteria Artiglieria da Campagna
        - 2ª Batteria Artiglieria da Campagna
        - 3ª Batteria Artiglieria da Campagna
        - 4ª Batteria Artiglieria da Campagna
        - 5ª Batteria Artiglieria da Campagna
        - 6ª Batteria Artiglieria da Campagna
        - 7ª Batteria Artiglieria da Campagna
        - 8ª Batteria Artiglieria da Campagna
        - Compagnia Treno
        - Compagnia Deposito

      - 5º Reggimento Artiglieria da Campagna Divisionale ('motto': Ab origine fama)
        - 1ª Batteria Artiglieria da Campagna
        - 2ª Batteria Artiglieria da Campagna
        - 3ª Batteria Artiglieria da Campagna
        - 4ª Batteria Artiglieria da Campagna
        - 5ª Batteria Artiglieria da Campagna
        - 6ª Batteria Artiglieria da Campagna
        - 7ª Batteria Artiglieria da Campagna
        - 8ª Batteria Artiglieria da Campagna
        - Compagnia Treno
        - Compagnia Deposito

      - 6º Reggimento Artiglieria da Campagna Divisionale
        - 1ª Batteria Artiglieria da Campagna
        - 2ª Batteria Artiglieria da Campagna
        - 3ª Batteria Artiglieria da Campagna
        - 4ª Batteria Artiglieria da Campagna
        - 5ª Batteria Artiglieria da Campagna
        - 6ª Batteria Artiglieria da Campagna
        - 7ª Batteria Artiglieria da Campagna
        - 8ª Batteria Artiglieria da Campagna
        - Compagnia Treno
        - Compagnia Deposito

      - 7º Reggimento Artiglieria da Campagna Divisionale
        - 1ª Batteria Artiglieria da Campagna
        - 2ª Batteria Artiglieria da Campagna
        - 3ª Batteria Artiglieria da Campagna
        - 4ª Batteria Artiglieria da Campagna
        - 5ª Batteria Artiglieria da Campagna
        - 6ª Batteria Artiglieria da Campagna
        - 7ª Batteria Artiglieria da Campagna
        - 8ª Batteria Artiglieria da Campagna
        - Compagnia Treno
        - Compagnia Deposito

      - 8º Reggimento Artiglieria da Campagna Divisionale
        - 1ª Batteria Artiglieria da Campagna
        - 2ª Batteria Artiglieria da Campagna
        - 3ª Batteria Artiglieria da Campagna
        - 4ª Batteria Artiglieria da Campagna
        - 5ª Batteria Artiglieria da Campagna
        - 6ª Batteria Artiglieria da Campagna
        - 7ª Batteria Artiglieria da Campagna
        - 8ª Batteria Artiglieria da Campagna
        - Compagnia Treno
        - Compagnia Deposito

      - 9º Reggimento Artiglieria da Campagna Divisionale
        - 1ª Batteria Artiglieria da Campagna
        - 2ª Batteria Artiglieria da Campagna
        - 3ª Batteria Artiglieria da Campagna
        - 4ª Batteria Artiglieria da Campagna
        - 5ª Batteria Artiglieria da Campagna
        - 6ª Batteria Artiglieria da Campagna
        - 7ª Batteria Artiglieria da Campagna
        - 8ª Batteria Artiglieria da Campagna
        - Compagnia Treno
        - Compagnia Deposito

      - 10º Reggimento Artiglieria da Campagna Divisionale
        - 1ª Batteria Artiglieria da Campagna
        - 2ª Batteria Artiglieria da Campagna
        - 3ª Batteria Artiglieria da Campagna
        - 4ª Batteria Artiglieria da Campagna
        - 5ª Batteria Artiglieria da Campagna
        - 6ª Batteria Artiglieria da Campagna
        - 7ª Batteria Artiglieria da Campagna
        - 8ª Batteria Artiglieria da Campagna
        - Compagnia Treno
        - Compagnia Deposito

      - 11º Reggimento Artiglieria da Campagna Divisionale
        - 1ª Batteria Artiglieria da Campagna
        - 2ª Batteria Artiglieria da Campagna
        - 3ª Batteria Artiglieria da Campagna
        - 4ª Batteria Artiglieria da Campagna
        - 5ª Batteria Artiglieria da Campagna
        - 6ª Batteria Artiglieria da Campagna
        - 7ª Batteria Artiglieria da Campagna
        - 8ª Batteria Artiglieria da Campagna
        - Compagnia Treno
        - Compagnia Deposito

      - 12º Reggimento Artiglieria da Campagna Divisionale
        - 1ª Batteria Artiglieria da Campagna
        - 2ª Batteria Artiglieria da Campagna
        - 3ª Batteria Artiglieria da Campagna
        - 4ª Batteria Artiglieria da Campagna
        - 5ª Batteria Artiglieria da Campagna
        - 6ª Batteria Artiglieria da Campagna
        - 7ª Batteria Artiglieria da Campagna
        - 8ª Batteria Artiglieria da Campagna
        - Compagnia Treno
        - Compagnia Deposito

      - 13º Reggimento Artiglieria da Campagna di Corpo d'Armata
        - 1ª Batteria Artiglieria da Campagna
        - 2ª Batteria Artiglieria da Campagna
        - 3ª Batteria Artiglieria da Campagna
        - 4ª Batteria Artiglieria da Campagna
        - 5ª Batteria Artiglieria da Campagna
        - 6ª Batteria Artiglieria da Campagna
        - 7ª Batteria Artiglieria da Campagna
        - 8ª Batteria Artiglieria da Campagna
        - Compagnia Treno
        - Compagnia Deposito

      - 14º Reggimento Artiglieria da Campagna di Corpo d'Armata
        - 1ª Batteria Artiglieria da Campagna
        - 2ª Batteria Artiglieria da Campagna
        - 3ª Batteria Artiglieria da Campagna
        - 4ª Batteria Artiglieria da Campagna
        - 5ª Batteria Artiglieria da Campagna
        - 6ª Batteria Artiglieria da Campagna
        - 7ª Batteria Artiglieria da Campagna
        - 8ª Batteria Artiglieria da Campagna
        - Compagnia Treno
        - Compagnia Deposito

      - 15º Reggimento Artiglieria da Campagna di Corpo d'Armata
        - 1ª Batteria Artiglieria da Campagna
        - 2ª Batteria Artiglieria da Campagna
        - 3ª Batteria Artiglieria da Campagna
        - 4ª Batteria Artiglieria da Campagna
        - 5ª Batteria Artiglieria da Campagna
        - 6ª Batteria Artiglieria da Campagna
        - 7ª Batteria Artiglieria da Campagna
        - 8ª Batteria Artiglieria da Campagna
        - Compagnia Treno
        - Compagnia Deposito

      - 16º Reggimento Artiglieria da Campagna di Corpo d'Armata
        - 1ª Batteria Artiglieria da Campagna
        - 2ª Batteria Artiglieria da Campagna
        - 3ª Batteria Artiglieria da Campagna
        - 4ª Batteria Artiglieria da Campagna
        - 5ª Batteria Artiglieria da Campagna
        - 6ª Batteria Artiglieria da Campagna
        - 7ª Batteria Artiglieria da Campagna
        - 8ª Batteria Artiglieria da Campagna
        - Compagnia Treno
        - Compagnia Deposito

      - 17º Reggimento Artiglieria da Campagna di Corpo d'Armata
        - 1ª Batteria Artiglieria da Campagna
        - 2ª Batteria Artiglieria da Campagna
        - 3ª Batteria Artiglieria da Campagna
        - 4ª Batteria Artiglieria da Campagna
        - 5ª Batteria Artiglieria da Campagna
        - 6ª Batteria Artiglieria da Campagna
        - 7ª Batteria Artiglieria da Campagna
        - 8ª Batteria Artiglieria da Campagna
        - Compagnia Treno
        - Compagnia Deposito

      - 18º Reggimento Artiglieria da Campagna di Corpo d'Armata
        - 1ª Batteria Artiglieria da Campagna
        - 2ª Batteria Artiglieria da Campagna
        - 3ª Batteria Artiglieria da Campagna
        - 4ª Batteria Artiglieria da Campagna
        - 5ª Batteria Artiglieria da Campagna
        - 6ª Batteria Artiglieria da Campagna
        - 7ª Batteria Artiglieria da Campagna
        - 8ª Batteria Artiglieria da Campagna
        - Compagnia Treno
        - Compagnia Deposito

      - 19º Reggimento Artiglieria da Campagna di Corpo d'Armata
        - 1ª Batteria Artiglieria da Campagna
        - 2ª Batteria Artiglieria da Campagna
        - 3ª Batteria Artiglieria da Campagna
        - 4ª Batteria Artiglieria da Campagna
        - 5ª Batteria Artiglieria da Campagna
        - 6ª Batteria Artiglieria da Campagna
        - 7ª Batteria Artiglieria da Campagna
        - 8ª Batteria Artiglieria da Campagna
        - Compagnia Treno
        - Compagnia Deposito

      - 20º Reggimento Artiglieria da Campagna di Corpo d'Armata
        - 1ª Batteria Artiglieria da Campagna
        - 2ª Batteria Artiglieria da Campagna
        - 3ª Batteria Artiglieria da Campagna
        - 4ª Batteria Artiglieria da Campagna
        - 5ª Batteria Artiglieria da Campagna
        - 6ª Batteria Artiglieria da Campagna
        - 7ª Batteria Artiglieria da Campagna
        - 8ª Batteria Artiglieria da Campagna
        - Compagnia Treno
        - Compagnia Deposito

      - 21º Reggimento Artiglieria da Campagna di Corpo d'Armata
        - 1ª Batteria Artiglieria da Campagna
        - 2ª Batteria Artiglieria da Campagna
        - 3ª Batteria Artiglieria da Campagna
        - 4ª Batteria Artiglieria da Campagna
        - 5ª Batteria Artiglieria da Campagna
        - 6ª Batteria Artiglieria da Campagna
        - 7ª Batteria Artiglieria da Campagna
        - 8ª Batteria Artiglieria da Campagna
        - Compagnia Treno
        - Compagnia Deposito

      - 22º Reggimento Artiglieria da Campagna di Corpo d'Armata
        - 1ª Batteria Artiglieria da Campagna
        - 2ª Batteria Artiglieria da Campagna
        - 3ª Batteria Artiglieria da Campagna
        - 4ª Batteria Artiglieria da Campagna
        - 5ª Batteria Artiglieria da Campagna
        - 6ª Batteria Artiglieria da Campagna
        - 7ª Batteria Artiglieria da Campagna
        - 8ª Batteria Artiglieria da Campagna
        - Compagnia Treno
        - Compagnia Deposito

      - 23º Reggimento Artiglieria da Campagna di Corpo d'Armata
        - 1ª Batteria Artiglieria da Campagna
        - 2ª Batteria Artiglieria da Campagna
        - 3ª Batteria Artiglieria da Campagna
        - 4ª Batteria Artiglieria da Campagna
        - 5ª Batteria Artiglieria da Campagna
        - 6ª Batteria Artiglieria da Campagna
        - 7ª Batteria Artiglieria da Campagna
        - 8ª Batteria Artiglieria da Campagna
        - Compagnia Treno
        - Compagnia Deposito

      - 24º Reggimento Artiglieria da Campagna di Corpo d'Armata
        - 1ª Batteria Artiglieria da Campagna
        - 2ª Batteria Artiglieria da Campagna
        - 3ª Batteria Artiglieria da Campagna
        - 4ª Batteria Artiglieria da Campagna
        - 5ª Batteria Artiglieria da Campagna
        - 6ª Batteria Artiglieria da Campagna
        - 7ª Batteria Artiglieria da Campagna
        - 8ª Batteria Artiglieria da Campagna
        - Compagnia Treno
        - Compagnia Deposito

      - Reggimenti Artiglieria a Cavallo
      - Reggimenti Artiglieria da Montagna
      - 1º Reggimento Artiglieria da Fortezza
        - 1ª Compagnia Artiglieria da Piazza
        - 2ª Compagnia Artiglieria da Piazza
        - 3ª Compagnia Artiglieria da Piazza
        - 4ª Compagnia Artiglieria da Piazza

      - 2º Reggimento Artiglieria da Fortezza
        - 1ª Compagnia Artiglieria da Piazza
        - 2ª Compagnia Artiglieria da Piazza
        - 3ª Compagnia Artiglieria da Piazza
        - 4ª Compagnia Artiglieria da Piazza

      - 3º Reggimento Artiglieria da Fortezza
        - 1ª Compagnia Artiglieria da Piazza
        - 2ª Compagnia Artiglieria da Piazza
        - 3ª Compagnia Artiglieria da Piazza
        - 4ª Compagnia Artiglieria da Piazza

      - 4º Reggimento Artiglieria da Fortezza
        - 1ª Compagnia Artiglieria da Piazza
        - 2ª Compagnia Artiglieria da Piazza
        - 3ª Compagnia Artiglieria da Piazza

      - 5º Reggimento Artiglieria da Fortezza
        - 1ª Compagnia Artiglieria da Piazza
        - 2ª Compagnia Artiglieria da Piazza
        - 3ª Compagnia Artiglieria da Piazza

      - 1ª Compagnia Operai
      - 2ª Compagnia Operai
      - 3ª Compagnia Operai
      - 4ª Compagnia Operai
      - 5ª Compagnia Operai
      - 6ª Compagnia Operai
      - 1ª Compagnia Maestranze
      - 2ª Compagnia Maestranze
      - 3ª Compagnia Maestranze
      - 1ª Compagnia Artificieri
      - 2ª Compagnia Artificieri
      - Compagnia Armaioli
      - Compagnia Veterani

## OdB 24 giugno 1888 (Regno d'Italia)
- Arma Artiglieria
  - Ispettorato Generale Artiglieria con a capo il Presidente
    - Stato Maggiore
      - Scuola di Applicazione Artiglieria e Genio
      - Scuola Centrale di Tiro Artiglieria (Nettuno)
      - 1° (già 11°) Reggimento Artiglieria da Campagna Divisionale
        - 1ª Batteria Artiglieria da Campagna
        - 2ª Batteria Artiglieria da Campagna
        - 3ª Batteria Artiglieria da Campagna
        - 4ª Batteria Artiglieria da Campagna
        - 5ª Batteria Artiglieria da Campagna
        - 6ª Batteria Artiglieria da Campagna
        - 7ª Batteria Artiglieria da Campagna
        - 8ª Batteria Artiglieria da Campagna
        - Compagnia Treno
        - Compagnia Deposito

      - 2º Reggimento Artiglieria da Campagna Divisionale
        - 1ª Batteria Artiglieria da Campagna
        - 2ª Batteria Artiglieria da Campagna
        - 3ª Batteria Artiglieria da Campagna
        - 4ª Batteria Artiglieria da Campagna
        - 5ª Batteria Artiglieria da Campagna
        - 6ª Batteria Artiglieria da Campagna
        - 7ª Batteria Artiglieria da Campagna
        - 8ª Batteria Artiglieria da Campagna
        - Compagnia Treno
        - Compagnia Deposito

      - 3º Reggimento Artiglieria da Campagna Divisionale
        - 1ª Batteria Artiglieria da Campagna
        - 2ª Batteria Artiglieria da Campagna
        - 3ª Batteria Artiglieria da Campagna
        - 4ª Batteria Artiglieria da Campagna
        - 5ª Batteria Artiglieria da Campagna
        - 6ª Batteria Artiglieria da Campagna
        - 7ª Batteria Artiglieria da Campagna
        - 8ª Batteria Artiglieria da Campagna
        - Compagnia Treno
        - Compagnia Deposito

      - 4º Reggimento Artiglieria da Campagna Divisionale
        - 1ª Batteria Artiglieria da Campagna
        - 2ª Batteria Artiglieria da Campagna
        - 3ª Batteria Artiglieria da Campagna
        - 4ª Batteria Artiglieria da Campagna
        - 5ª Batteria Artiglieria da Campagna
        - 6ª Batteria Artiglieria da Campagna
        - 7ª Batteria Artiglieria da Campagna
        - 8ª Batteria Artiglieria da Campagna
        - Compagnia Treno
        - Compagnia Deposito

      - 5º Reggimento Artiglieria da Campagna Divisionale ('motto': Ab origine fama)
        - 1ª Batteria Artiglieria da Campagna
        - 2ª Batteria Artiglieria da Campagna
        - 3ª Batteria Artiglieria da Campagna
        - 4ª Batteria Artiglieria da Campagna
        - 5ª Batteria Artiglieria da Campagna
        - 6ª Batteria Artiglieria da Campagna
        - 7ª Batteria Artiglieria da Campagna
        - 8ª Batteria Artiglieria da Campagna
        - Compagnia Treno
        - Compagnia Deposito

      - 6º Reggimento Artiglieria da Campagna Divisionale
        - 1ª Batteria Artiglieria da Campagna
        - 2ª Batteria Artiglieria da Campagna
        - 3ª Batteria Artiglieria da Campagna
        - 4ª Batteria Artiglieria da Campagna
        - 5ª Batteria Artiglieria da Campagna
        - 6ª Batteria Artiglieria da Campagna
        - 7ª Batteria Artiglieria da Campagna
        - 8ª Batteria Artiglieria da Campagna
        - Compagnia Treno
        - Compagnia Deposito

      - 7º Reggimento Artiglieria da Campagna Divisionale
        - 1ª Batteria Artiglieria da Campagna
        - 2ª Batteria Artiglieria da Campagna
        - 3ª Batteria Artiglieria da Campagna
        - 4ª Batteria Artiglieria da Campagna
        - 5ª Batteria Artiglieria da Campagna
        - 6ª Batteria Artiglieria da Campagna
        - 7ª Batteria Artiglieria da Campagna
        - 8ª Batteria Artiglieria da Campagna
        - Compagnia Treno
        - Compagnia Deposito

      - 8º Reggimento Artiglieria da Campagna Divisionale
        - 1ª Batteria Artiglieria da Campagna
        - 2ª Batteria Artiglieria da Campagna
        - 3ª Batteria Artiglieria da Campagna
        - 4ª Batteria Artiglieria da Campagna
        - 5ª Batteria Artiglieria da Campagna
        - 6ª Batteria Artiglieria da Campagna
        - 7ª Batteria Artiglieria da Campagna
        - 8ª Batteria Artiglieria da Campagna
        - Compagnia Treno
        - Compagnia Deposito

      - 9º Reggimento Artiglieria da Campagna Divisionale
        - 1ª Batteria Artiglieria da Campagna
        - 2ª Batteria Artiglieria da Campagna
        - 3ª Batteria Artiglieria da Campagna
        - 4ª Batteria Artiglieria da Campagna
        - 5ª Batteria Artiglieria da Campagna
        - 6ª Batteria Artiglieria da Campagna
        - 7ª Batteria Artiglieria da Campagna
        - 8ª Batteria Artiglieria da Campagna
        - Compagnia Treno
        - Compagnia Deposito

      - 10º Reggimento Artiglieria da Campagna Divisionale
        - 1ª Batteria Artiglieria da Campagna
        - 2ª Batteria Artiglieria da Campagna
        - 3ª Batteria Artiglieria da Campagna
        - 4ª Batteria Artiglieria da Campagna
        - 5ª Batteria Artiglieria da Campagna
        - 6ª Batteria Artiglieria da Campagna
        - 7ª Batteria Artiglieria da Campagna
        - 8ª Batteria Artiglieria da Campagna
        - Compagnia Treno
        - Compagnia Deposito

      - 11º Reggimento Artiglieria da Campagna Divisionale
        - 1ª Batteria Artiglieria da Campagna
        - 2ª Batteria Artiglieria da Campagna
        - 3ª Batteria Artiglieria da Campagna
        - 4ª Batteria Artiglieria da Campagna
        - 5ª Batteria Artiglieria da Campagna
        - 6ª Batteria Artiglieria da Campagna
        - 7ª Batteria Artiglieria da Campagna
        - 8ª Batteria Artiglieria da Campagna
        - Compagnia Treno
        - Compagnia Deposito

      - 12º Reggimento Artiglieria da Campagna Divisionale
        - 1ª Batteria Artiglieria da Campagna
        - 2ª Batteria Artiglieria da Campagna
        - 3ª Batteria Artiglieria da Campagna
        - 4ª Batteria Artiglieria da Campagna
        - 5ª Batteria Artiglieria da Campagna
        - 6ª Batteria Artiglieria da Campagna
        - 7ª Batteria Artiglieria da Campagna
        - 8ª Batteria Artiglieria da Campagna
        - Compagnia Treno
        - Compagnia Deposito

      - 13º Reggimento Artiglieria da Campagna di Corpo d'Armata
        - 1ª Batteria Artiglieria da Campagna
        - 2ª Batteria Artiglieria da Campagna
        - 3ª Batteria Artiglieria da Campagna
        - 4ª Batteria Artiglieria da Campagna
        - 5ª Batteria Artiglieria da Campagna
        - 6ª Batteria Artiglieria da Campagna
        - 7ª Batteria Artiglieria da Campagna
        - 8ª Batteria Artiglieria da Campagna
        - Compagnia Treno
        - Compagnia Deposito

      - 14º Reggimento Artiglieria da Campagna di Corpo d'Armata
        - 1ª Batteria Artiglieria da Campagna
        - 2ª Batteria Artiglieria da Campagna
        - 3ª Batteria Artiglieria da Campagna
        - 4ª Batteria Artiglieria da Campagna
        - 5ª Batteria Artiglieria da Campagna
        - 6ª Batteria Artiglieria da Campagna
        - 7ª Batteria Artiglieria da Campagna
        - 8ª Batteria Artiglieria da Campagna
        - Compagnia Treno
        - Compagnia Deposito

      - 15º Reggimento Artiglieria da Campagna di Corpo d'Armata
        - 1ª Batteria Artiglieria da Campagna
        - 2ª Batteria Artiglieria da Campagna
        - 3ª Batteria Artiglieria da Campagna
        - 4ª Batteria Artiglieria da Campagna
        - 5ª Batteria Artiglieria da Campagna
        - 6ª Batteria Artiglieria da Campagna
        - 7ª Batteria Artiglieria da Campagna
        - 8ª Batteria Artiglieria da Campagna
        - Compagnia Treno
        - Compagnia Deposito

      - 16º Reggimento Artiglieria da Campagna di Corpo d'Armata
        - 1ª Batteria Artiglieria da Campagna
        - 2ª Batteria Artiglieria da Campagna
        - 3ª Batteria Artiglieria da Campagna
        - 4ª Batteria Artiglieria da Campagna
        - 5ª Batteria Artiglieria da Campagna
        - 6ª Batteria Artiglieria da Campagna
        - 7ª Batteria Artiglieria da Campagna
        - 8ª Batteria Artiglieria da Campagna
        - Compagnia Treno
        - Compagnia Deposito

      - 17º Reggimento Artiglieria da Campagna di Corpo d'Armata
        - 1ª Batteria Artiglieria da Campagna
        - 2ª Batteria Artiglieria da Campagna
        - 3ª Batteria Artiglieria da Campagna
        - 4ª Batteria Artiglieria da Campagna
        - 5ª Batteria Artiglieria da Campagna
        - 6ª Batteria Artiglieria da Campagna
        - 7ª Batteria Artiglieria da Campagna
        - 8ª Batteria Artiglieria da Campagna
        - Compagnia Treno
        - Compagnia Deposito

      - 18º Reggimento Artiglieria da Campagna di Corpo d'Armata
        - 1ª Batteria Artiglieria da Campagna
        - 2ª Batteria Artiglieria da Campagna
        - 3ª Batteria Artiglieria da Campagna
        - 4ª Batteria Artiglieria da Campagna
        - 5ª Batteria Artiglieria da Campagna
        - 6ª Batteria Artiglieria da Campagna
        - 7ª Batteria Artiglieria da Campagna
        - 8ª Batteria Artiglieria da Campagna
        - Compagnia Treno
        - Compagnia Deposito

      - 19º Reggimento Artiglieria da Campagna di Corpo d'Armata
        - 1ª Batteria Artiglieria da Campagna
        - 2ª Batteria Artiglieria da Campagna
        - 3ª Batteria Artiglieria da Campagna
        - 4ª Batteria Artiglieria da Campagna
        - 5ª Batteria Artiglieria da Campagna
        - 6ª Batteria Artiglieria da Campagna
        - 7ª Batteria Artiglieria da Campagna
        - 8ª Batteria Artiglieria da Campagna
        - Compagnia Treno
        - Compagnia Deposito

      - 20º Reggimento Artiglieria da Campagna di Corpo d'Armata
        - 1ª Batteria Artiglieria da Campagna
        - 2ª Batteria Artiglieria da Campagna
        - 3ª Batteria Artiglieria da Campagna
        - 4ª Batteria Artiglieria da Campagna
        - 5ª Batteria Artiglieria da Campagna
        - 6ª Batteria Artiglieria da Campagna
        - 7ª Batteria Artiglieria da Campagna
        - 8ª Batteria Artiglieria da Campagna
        - Compagnia Treno
        - Compagnia Deposito

      - 21º Reggimento Artiglieria da Campagna di Corpo d'Armata
        - 1ª Batteria Artiglieria da Campagna
        - 2ª Batteria Artiglieria da Campagna
        - 3ª Batteria Artiglieria da Campagna
        - 4ª Batteria Artiglieria da Campagna
        - 5ª Batteria Artiglieria da Campagna
        - 6ª Batteria Artiglieria da Campagna
        - 7ª Batteria Artiglieria da Campagna
        - 8ª Batteria Artiglieria da Campagna
        - Compagnia Treno
        - Compagnia Deposito

      - 22º Reggimento Artiglieria da Campagna di Corpo d'Armata
        - 1ª Batteria Artiglieria da Campagna
        - 2ª Batteria Artiglieria da Campagna
        - 3ª Batteria Artiglieria da Campagna
        - 4ª Batteria Artiglieria da Campagna
        - 5ª Batteria Artiglieria da Campagna
        - 6ª Batteria Artiglieria da Campagna
        - 7ª Batteria Artiglieria da Campagna
        - 8ª Batteria Artiglieria da Campagna
        - Compagnia Treno
        - Compagnia Deposito

      - 23º Reggimento Artiglieria da Campagna di Corpo d'Armata
        - 1ª Batteria Artiglieria da Campagna
        - 2ª Batteria Artiglieria da Campagna
        - 3ª Batteria Artiglieria da Campagna
        - 4ª Batteria Artiglieria da Campagna
        - 5ª Batteria Artiglieria da Campagna
        - 6ª Batteria Artiglieria da Campagna
        - 7ª Batteria Artiglieria da Campagna
        - 8ª Batteria Artiglieria da Campagna
        - Compagnia Treno
        - Compagnia Deposito

      - 24º Reggimento Artiglieria da Campagna di Corpo d'Armata
        - 1ª Batteria Artiglieria da Campagna
        - 2ª Batteria Artiglieria da Campagna
        - 3ª Batteria Artiglieria da Campagna
        - 4ª Batteria Artiglieria da Campagna
        - 5ª Batteria Artiglieria da Campagna
        - 6ª Batteria Artiglieria da Campagna
        - 7ª Batteria Artiglieria da Campagna
        - 8ª Batteria Artiglieria da Campagna
        - Compagnia Treno
        - Compagnia Deposito

      - Reggimenti Artiglieria a Cavallo
      - Reggimenti Artiglieria da Montagna
      - 1º Reggimento Artiglieria da Fortezza
        - 1ª Compagnia Artiglieria da Piazza
        - 2ª Compagnia Artiglieria da Piazza
        - 3ª Compagnia Artiglieria da Piazza
        - 4ª Compagnia Artiglieria da Piazza

      - 2º Reggimento Artiglieria da Fortezza
        - 1ª Compagnia Artiglieria da Piazza
        - 2ª Compagnia Artiglieria da Piazza
        - 3ª Compagnia Artiglieria da Piazza
        - 4ª Compagnia Artiglieria da Piazza

      - 3º Reggimento Artiglieria da Fortezza
        - 1ª Compagnia Artiglieria da Piazza
        - 2ª Compagnia Artiglieria da Piazza
        - 3ª Compagnia Artiglieria da Piazza
        - 4ª Compagnia Artiglieria da Piazza

      - 4º Reggimento Artiglieria da Fortezza
        - 1ª Compagnia Artiglieria da Piazza
        - 2ª Compagnia Artiglieria da Piazza
        - 3ª Compagnia Artiglieria da Piazza

      - 5º Reggimento Artiglieria da Fortezza
        - 1ª Compagnia Artiglieria da Piazza
        - 2ª Compagnia Artiglieria da Piazza
        - 3ª Compagnia Artiglieria da Piazza

      - 1ª Compagnia Operai
      - 2ª Compagnia Operai
      - 3ª Compagnia Operai
      - 4ª Compagnia Operai
      - 5ª Compagnia Operai
      - 6ª Compagnia Operai
      - 1ª Compagnia Maestranze
      - 2ª Compagnia Maestranze
      - 3ª Compagnia Maestranze
      - 1ª Compagnia Artificieri
      - 2ª Compagnia Artificieri
      - Compagnia Armaioli
      - Compagnia Veterani